# Koncfalvai ipartörténeti rom
A koncfalvai ipartörténeti rom a Konczfalvának nevezett egykori bányatelep romjainak együttese a Telkibánya keleti határszélén húzódó Veresvíz-völgyben.

## Fekvése
A romterület Telkibánya központjától mintegy 3 kilométerre északkeletre helyezkedik el, a Fehér-hegy délnyugati oldalán. Az „Aranyásók útja” tanösvényen közelíthető meg a legegyszerűbben, melynek kezdőpontja a Telkibánya területén végighúzódó 3708-as út 20. kilométere közelében lévő erdei pihenőhelynél található.

## Leírása
A 15. századból fennmaradt egykori bányatelep romjai, az egykori 28 épületből álló telepet mára az erdő hódította vissza, mára csak csekély falmaradványai láthatók.

## Története
A középkorban és még az újkorban is a kitermelt nyers ércek feldolgozása részben vagy egészen önálló kis telepeken történt. Ezek egyike volt a Koncfalvának nevezett bányatelep, amelynek csekély romjai máig fennmaradtak a Veresvíz-völgyben. Fekvésénél fogva a kánya-hegyi bányaterület hasonló létesítményei közül, és az ahhoz vezető altáró közelsége miatt is ez volt a leggazdagabb a terület hasonló létesítményei között.

## Ércfeldolgozás a területen
Mivel a pár milliméteresnél nagyobbra csak ritkán növő aranyszemcsék, valamint az aranyat és ezüstöt tartalmazó szulfidásványok az ércben elszórtan, vagy a repedések menti erekben fordulnak elő, a kemény, kovás ércet először össze kellett törni olyan apróra, hogy csaknem tiszta arany- és meddő (kvarc és egyéb) szemcsékből álló zúzalék keletkezzen. Ezt a munkát kezdetben kézzel, majd később vízzel meghajtott törők felhasználásával végezték, kalapácsok és kemény kvarcitból faragott őrlőkövek segítségével. Az őrleményből aztán a meddőnél jóval nagyobb fajsúlyú aranyat mosással és ülepítéssel választották el.
A mosáshoz, ülepítéshez szükséges víz állandó hozamát a patakok felduzzasztásával, víztározókkal biztosították. A középkorban az így kapott dúsítmány olvasztását is helyben végezték, az erdők bükkfájából égetett faszénnel. A későbbi időszakban az ércet Szomolnokra és Aranyidára szállították. A malmokat hajtó és az ülepítéshez használt víz részben a Kánya-hegy alá nyúló Veresvízi-altáróból származott, mely onnan kapta veresvíz elnevezését, hogy a vizében kioldódott vas-szulfát azt vörösesre festette.